# Клюпеоїдні
Клюпеоїдні (Clupeomorpha) — надряд променеперих риб.

## Опис
Клюпеоїдні відрізняється від інших костистих риб особливим хвостовим скелетом, друга гіпуралія зливається з першим хребцевим центром на всіх етапах онтогенезу. У них також є своєрідний подвійний зв'язок між внутрішнім вухом (лабіринтовий орган) і плавальним міхуром. Надскронева кістка з'єднана з органом бічної лінії через тім'яну кістку і надпотиличну кістку.

## Класифікація
- Оселедцеподібні (Clupeiformes)
- †Ellimmichthyiformes
- Роди incerta sedis
  - †Armigatus
  - †Foreyclupea
  - †Leufuichthys
  - †Ranulfoichthys
  - †Scutatuspinosus